# Thường Chiếu (thiền sư)
Thường Chiếu (常照, ? – 1203), là một tu sĩ, nhà lãnh đạo Phật giáo Đại Việt đời Lý. Ông theo pháp môn Thiền tông, là thiền sư thuộc thế hệ thứ 12 của thiền phái Vô Ngôn Thông. Hiện nay, tư liệu tiểu sử sớm nhất còn sót lại về ông nằm trong bộ Thiền uyển tập anh.

## Thân thế và đạo nghiệp
Thiền sư là người họ Phạm nhưng không rõ tên, sinh ra ở làng Phù Ninh, nay thuộc huyện Phong Châu, tỉnh Phú Thọ. Theo Thiền uyển tập anh, khi chưa xuất gia, ông đã từng làm quan đến chức Lệnh đô tào ở cung Quảng Từ dưới triều vua Lý Cao Tông. Sau đó, ông từ quan đi xuất gia theo học với Thiền sư Quảng Nghiêm (1122-1190, thuộc đời thứ 11 thiền phái Vô Ngôn Thông) ở chùa Tịnh Quả.
Khi được tâm truyền của thầy, Thiền sư Thiền Chiếu ở lại thêm vài ba năm để hầu thầy, rồi mới lui về một ngôi chùa cổ ở làng Ông Mạc (Bắc Ninh) để trụ trì và giảng pháp, kết nạp rất nhiều đệ tử. Ít lâu sau, Thiền sư Thường Chiếu lại dời sang trú trì tại chùa Lục Tổ ở làng Dịch Bảng, phủ Thiên Đức (Bắc Ninh), vốn là một tổ đường rất xưa của thiền phái Tỳ-ni-đa-lưu-chi. Trong sách Thiền uyển tập anh có tường thuật một đoạn hội thoại với đệ tử, phản ánh nhận thức Phật pháp của ông:
Ở đây, ngoài việc giảng dạy cho môn đồ, Thiền sư Thường Chiếu còn bổ túc cho tập sử liệu Phật giáo do Thiền sư Thông Biện để lại, mà sau này sẽ trở thành cuốn Thiền uyển tập anh .
Ngày 24 tháng Chín (âm lịch) năm Thiên Gia Bảo Hựu thứ 2 (1203) đời Lý Cao Tông, Thiền sư Thường Chiếu cho hay mình đau, nhóm chúng nói kệ, rồi ngồi kiết già viên tịch . Sau đó, các đệ tử làm lễ hỏa táng thầy, đưa vào tháp để tôn thờ.
Tác phẩm của Thiền sư Thường Chiếu để lại có:
- Thích đạo khoa giáo
- Nam tông tự pháp đồ, viết về sự truyền thừa của Phật giáo ở Đại Việt, nhưng đã thất lạc.

Thiền sư Thường Chiếu có ba người đệ tử nổi bật, đó là: Hiện Quang (là người sẽ khai sơn thiền phái Trúc Lâm Yên Tử đời Trần), Thần Nghi (là người được thầy trao lại các tập sử liệu Phật giáo), và Thông Thiền (hay Thông Sư. Ông chỉ là cư sĩ, nhưng sau đào tạo được Thiền sư Tức Lự)

## Kệ thị tịch
Bài kệ trước khi Thiền sư Tường Chiếu viên tịch như sau:
| Phiên âm Hán-Việt: Đạo bổn vô nhan sắc Tân tiên nhật nhật khoa Đại thiên sa giới ngoại Hà xứ bất vi gia. | Nghĩa là: Đạo vốn không màu sắc Ngày ngày lại mới tươi Ngoài đại thiên sa giới Đâu chẳng phải nhà ngươi. |

## Đóng góp choPhật giáoViệt Nam
Ngoài công xiển dương và truyền dạy giáo lý Phật giáo cho tăng chúng, Thiền sư còn có công thống nhất ba thiền phái lúc bấy giờ.
Theo sử liệu thì vào cuối đời Lý, thiền phái Tỳ-ni-đa-lưu-chi đã mất dần ảnh hưởng. Vì vậy, người của phái này đã mời Thiền sư Thường Chiếu thuộc phái Vô Ngôn Thông sang làm trú trì chùa Lục Tổ, là một ngôi tổ đường lớn của thiền phái Tỳ-ni-đa-lưu-chi.
Tuy nhiên, nhờ ở nơi ấy, mà Thiền sư Thường Chiếu đã thu thập được nhiều tài liệu để bổ túc cho tập sử liệu do thiền sư Thông Biện để lại. Và đó cũng là cơ hội để Thiền sư góp công làm cho phái thiền Tỳ-ni-đa-lưu-chi và phái thiền Vô Ngôn Thông hòa nhập làm một.
Theo GS. Nguyễn Lang (tức Thiền sư Thích Nhất Hạnh), Thiền sư Thường Chiếu có thể gọi là người khởi đầu cho sự tổng hợp giữa ba thiền phái Tỳ-ni-đa-lưu-chi, Vô Ngôn Thông, Thảo Đường, và cũng là gạch nối giữa Phật giáo đời Lý và Phật giáo đời Trần. 
Nói cách khác, Thiền sư chính là gạch nối giữa nền Phật giáo "ba tông phái" với nền Phật giáo "một tông phái" (đời Trần chỉ còn một tông phái là Trúc Lâm Yên Tử) .
Hiện Pháp danh Thường Chiếu của Thiền sư đã được đặt cho một ngôi thiền viện lớn ở tại xã Phước Thái, huyện Long Thành, tỉnh Đồng Nai. Người có công tạo lập ra trung tâm tu học này là Hòa thượng Thích Thanh Từ.

## Sách tham khảo
- Nguyễn Lang (tức Thiền sư Thích Nhất Hạnh), Việt Nam Phật giáo sử luận (Tập 1). Nhà xuất bản Văn học, Hà Nội, 1992.
- Thích Thanh Từ, Thiền sư Việt Nam. Thành hội Phật giáo Thành phố Hồ Chí Minh xuất bản, 1992.
- Thích Minh Tuệ, Lịch sử Phật giáo Việt Nam. Thành hội Phật giáo Thành phố Hồ Chí Minh xuất bản, 1993.
- Trần Văn Giáp, "Phật giáo Việt Nam từ khởi nguyên đến thế kỷ 13" in trong Nhà sử học Trần Văn Giáp. Nhà xuất bản Khoa học Xã hội, Hà Nội, 1996.
- Khuyết danh, Thiền uyển tập anh (Ngô Đức Thọ và Nguyễn Thúy Nga dịch). Nhà xuất bản Văn học, Hà Nội, 1990.